# 赤環黨探案
《赤環黨探案》, 又译为《红圈会探案》，是柯南·道爾所著的福爾摩斯探案的56個短篇故事之一，收錄於《最後致意》。

## 故事簡介
一位房東太太租了一個單位給一位陌生人，但這位陌生人關在房中一星期都不出門，令房東太太受不了，因此向福爾摩斯求助。福爾摩斯認為陌生人在晚上無人時掉了包，換了另一人入住，頗有意思，而且有人襲擊房東，決定插手調查。租客每天都會閱讀報紙，因此福爾摩斯在報紙上尋找線索。他發現租客的同伴在對面單位，及向租客打燈做暗號。暗號突然中斷，福爾摩斯驚覺有危險，於是衝上對面，並發現有人死了。福爾摩斯打暗號叫對面的租客過來，發現租客早已掉包為一女士，該女士決定告知事件的一切。